# Cuza Vodă (okręg Jassy)
Cuza Vodă – wieś w Rumunii, w okręgu Jassy, w gminie Ipatele. W 2011 roku liczyła 528 mieszkańców.